# ساکیچی ساتو
ساکیچی ساتو (به ژاپنی: 佐藤 佐吉)؛ زادهٔ ۱۳ مه ۱۹۶۴) فیلم‌نامه‌نویس، هنرپیشه و کارگردان اهل ژاپن است. وی تا کنون فیلم‌نامه فیلم‌های متعددی مثل زامبی توکیو، ایچی قاتل و تئاتر وحشت یاکوزا: سر گاو را با اقتباس از سری‌های مانگا نوشته است. وی همینطور در فیلم بیل را بکش بخش ۱ به کارگردانی کوئنتین تارانتینو در نقش چارلی براون بازی می‌کرد.